# Bakir Izetbegović
Bakir Izetbegović (* 28. června 1956, Sarajevo, Jugoslávie) je politik z Bosny a Hercegoviny, od roku 2010 člen Předsednictva Bosny a Hercegoviny. Jeho otec byl bosňácký intelektuál, Alija Izetbegović.

## Život
Bakir Izetbegović je původem ze Sarajeva, kde v roce 1981 vystudoval fakultu architektury Sarajevské univerzity. Je členem politické strany Strana demokratické akce, a to již od roku 1992. V letech 2002 až 2002 byl poslancem v regionálním sněmu Kantonu Sarajevo. V letech 2003 – 2009 byl místopředsedou strany. V letech 2006 až 2010 byl poslancem v bosenském parlamentu.